# Патмос
Па́тмос, Патм (греч. Πάτμος) — небольшой греческий остров на юго-востоке Эгейского моря, в 70 км от берегов Турции, один из Южных Спорадских островов. Площадь — 34,6 км². Численность населения — 3047 человек (2011). Главный город — Патмос (греч. Πάτμος — скала).
Протяжённость береговой линии — около 63 км; высочайшая точка Патмоса — 269 метров над уровнем моря. Остров скалист и практически безлесен. Залив Грикос на Патмосе, в центре которого лежит небольшой островок Трагониси, был назван одной из красивейших бухт в мире.

## История
В IV веке до н. э. на острове существовал акрополь. Патмос был местом ссылки у римлян. Согласно преданию, сюда был сослан апостол Иоанн Богослов и в одной из пещер имел откровение, составившее содержание Апокалипсиса. На Патмосе находится один из крупнейших в Греции монастырь Иоанна Богослова, основанный святым Христодулом в 1088 году. В нём находится богатое собрание рукописей, описание которого было издано Иоанном Саккелионом в Афинах.

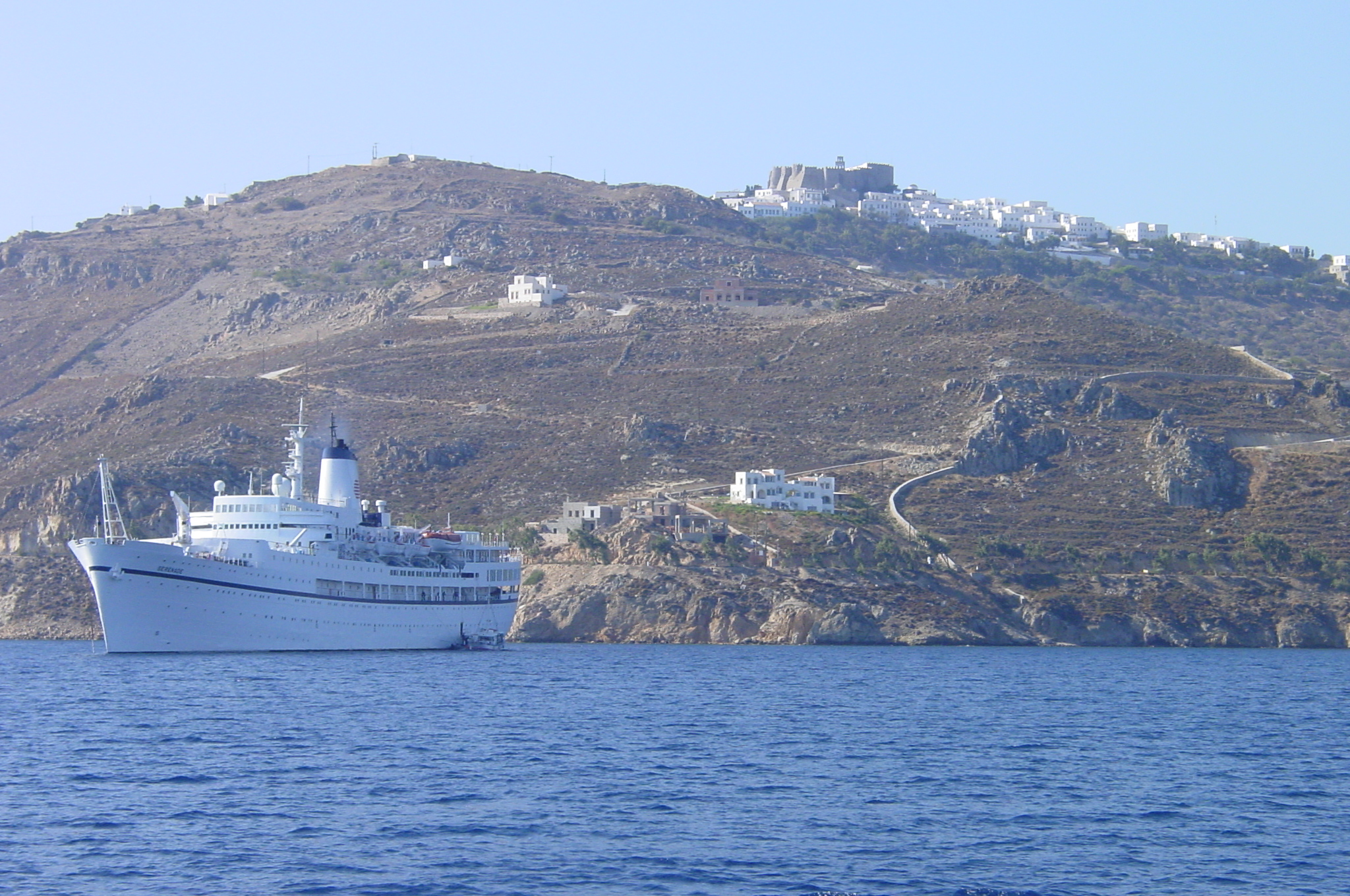
Остров Патмос. На вершине горы — монастырь Иоанна Богослова, чуть ниже слева — монастырь над пещерой Апокалипсиса

После падения Константинополя в 1453 году остров приютил тысячи беженцев, часть которых осталась на острове. Некоторое время был под контролем венецианцев, которые в 1537 году сдали Патмос без боя туркам. И под венецианским, и под турецким контролем население острова оставалось исключительно греческим. В 1669 году здесь была основана известная во всей Греции Патмосская академия, внёсшая большой вклад в сохранении и развитие греческого просвещения. В 1771—1774 годах в ходе Средиземноморской экспедиции здесь находилась база Российского флота.
Остров известен и как место рождения Эммануила Ксантоса — одного из трёх греческих патриотов, основавших в 1814 году в Одессе тайное общество «Филики Этерия», которое подготовило освобождение Греции от турецкого порабощения.
Жители Патмоса участвовали в освободительной войне Греции 1821—1829 годов, но согласно международным соглашениям остров остался вне пределов возрождённого греческого государства. В 1912 году в ходе Итало-турецкой войны Патмос был оккупирован итальянцами. Остров возвращён в состав Греции в 1948 году по итогам Второй мировой войны.
В 1980 году Патмос и Родос приняли первую пленарную сессию Смешанной международной комиссии по богословскому диалогу. Её темой было обсуждение вопроса «Таинства церкви и Евхаристия в свете тайны Святой Троицы».

## Культура
Каждый год, в конце августа, на острове проходит Международный фестиваль церковной музыки.

## В культуре
Картина Сергея Калмыкова «На острове Патмос» (1962) (картон, масло, 57,5 х 67,5, находится в частном собрании).